# Thập niên 590
Thập niên 590 hay thập kỷ 590 chỉ đến những năm từ 590 đến 599.